# Trefl
Trefl (fr. trèfle – koniczyna) – jeden z czterech kolorów w kartach typu francuskiego, oznaczony czarną trójlistną koniczynką. 
Odpowiednikiem trefli w talii niemieckiej i szwajcarskiej są żołędzie, zaś w talii włosko-hiszpańskiej kije.

Pełna talia kart do gry w brydża zawiera 13 kart tego koloru, czyli karty numerowane 2–10, waleta, damę, króla i asa:

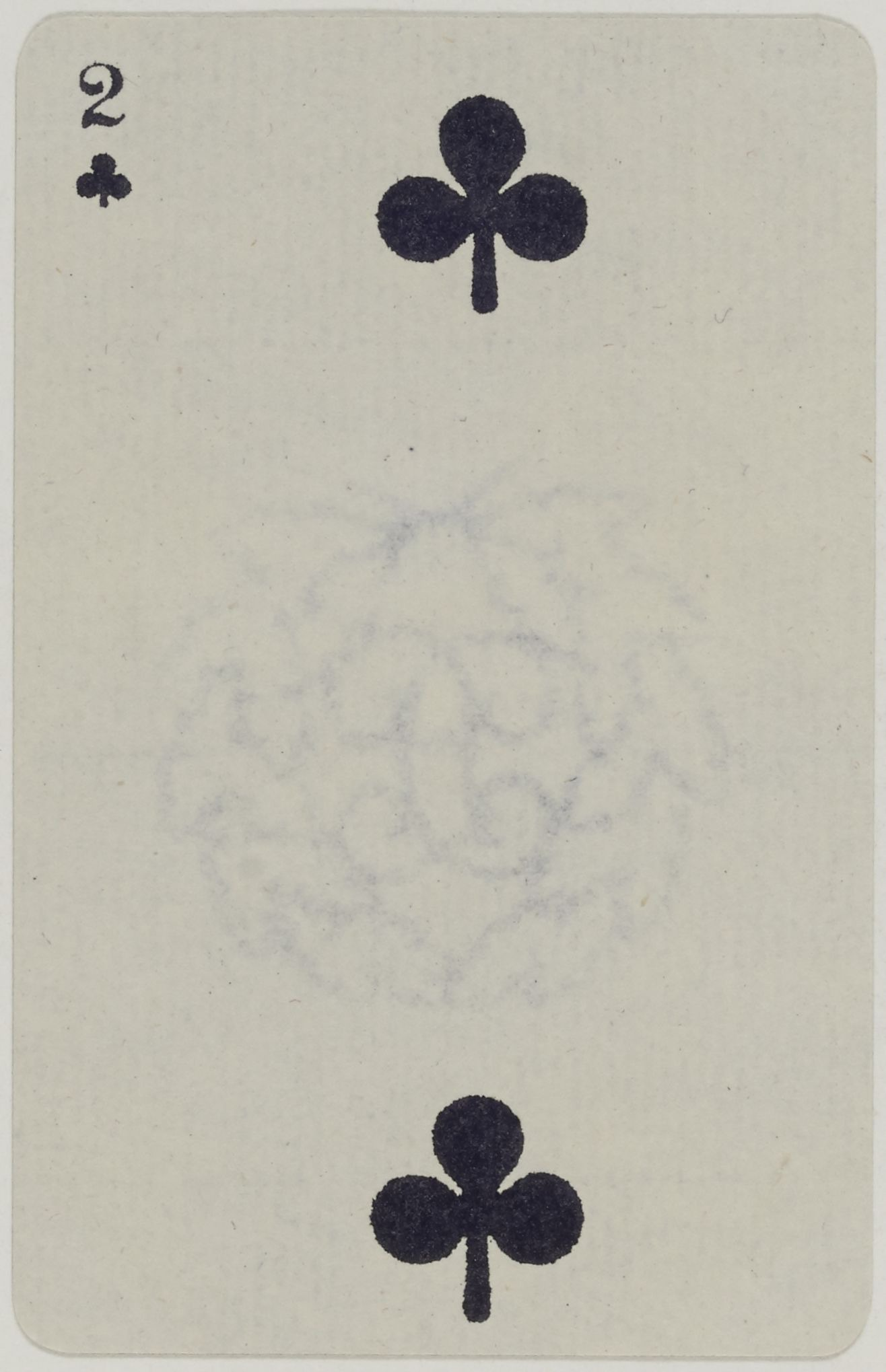
Dwójka trefl
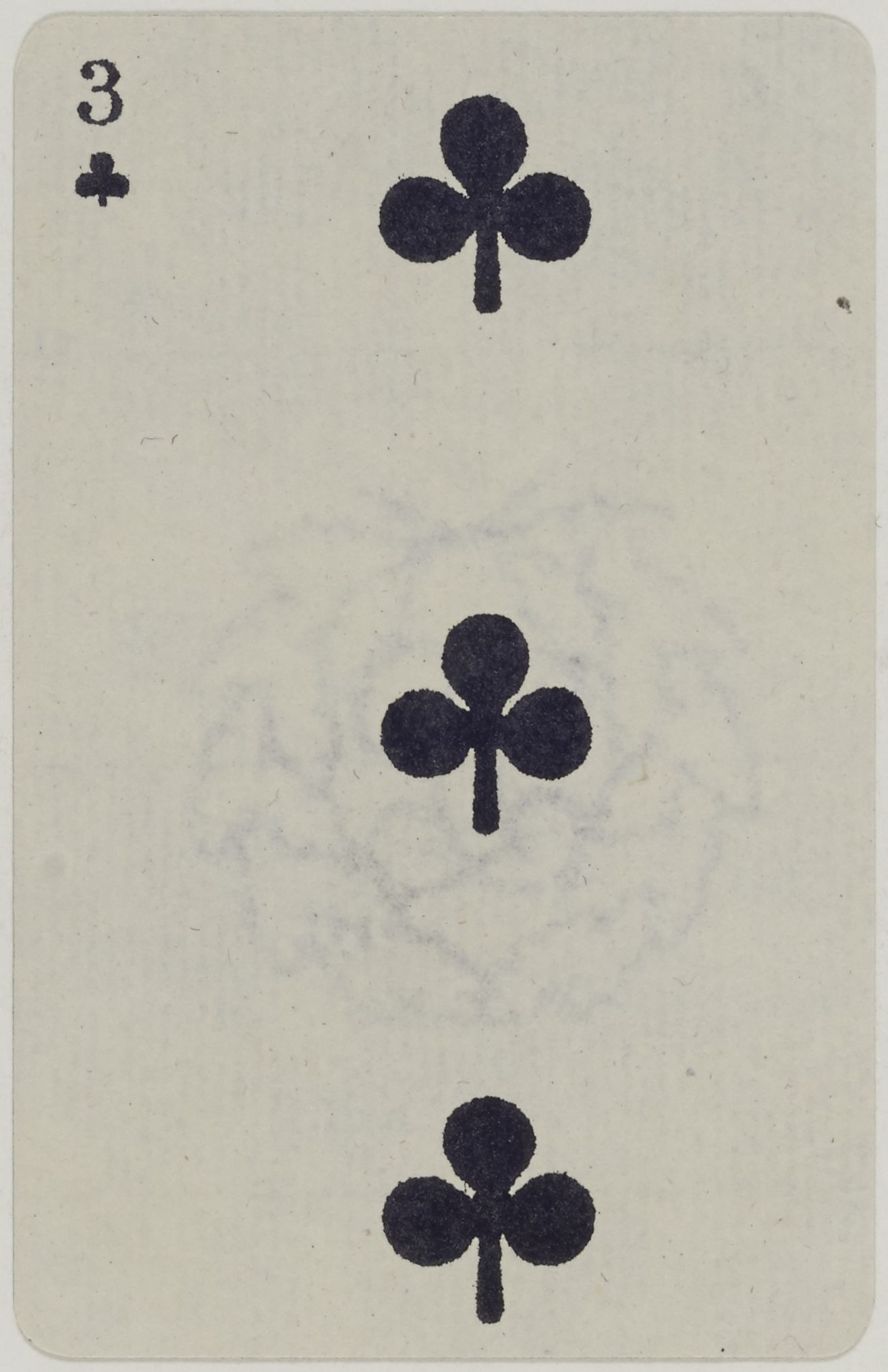
Trójka trefl
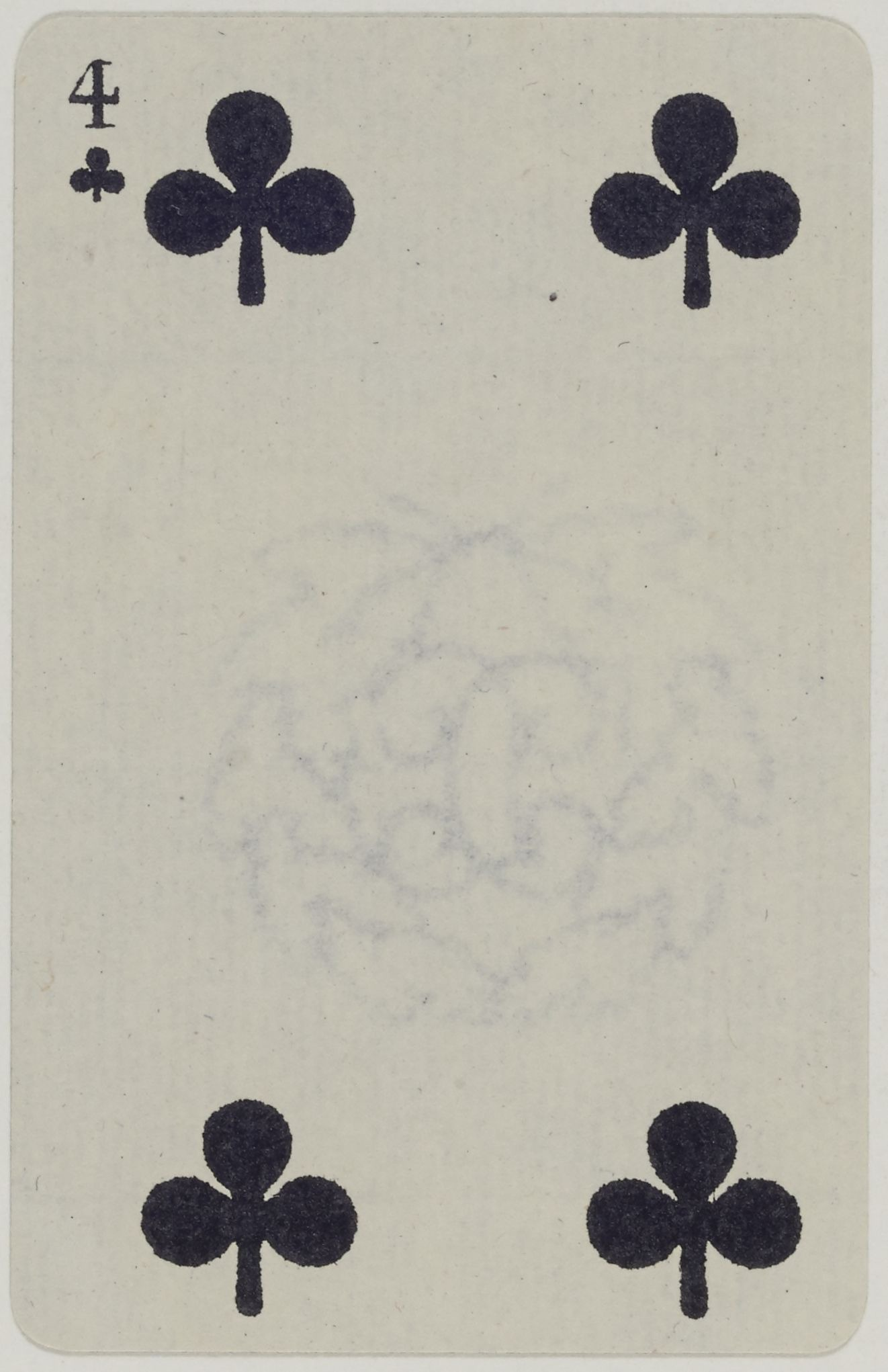
Czwórka trefl
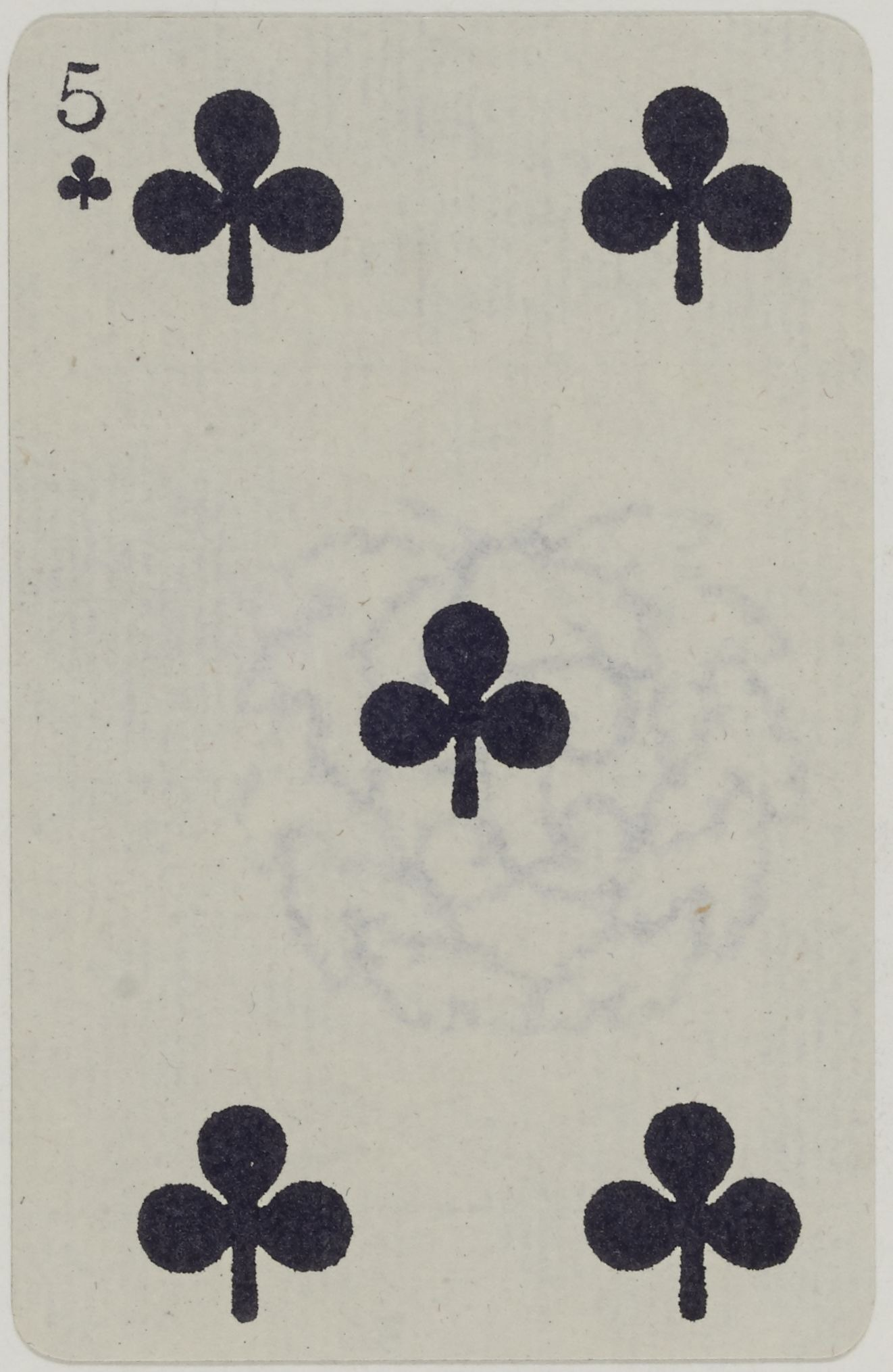
Piątka trefl
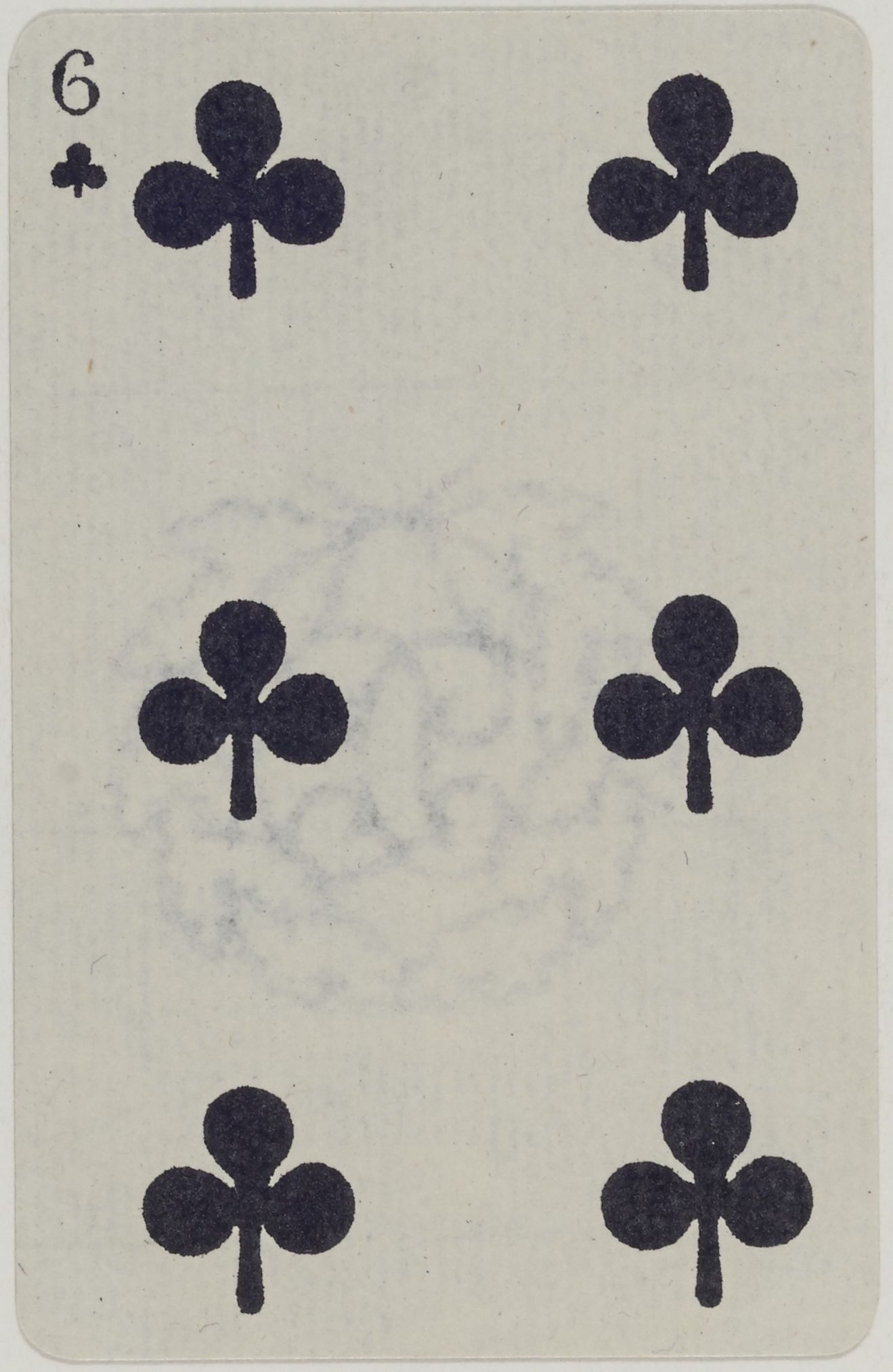
Szóstka trefl
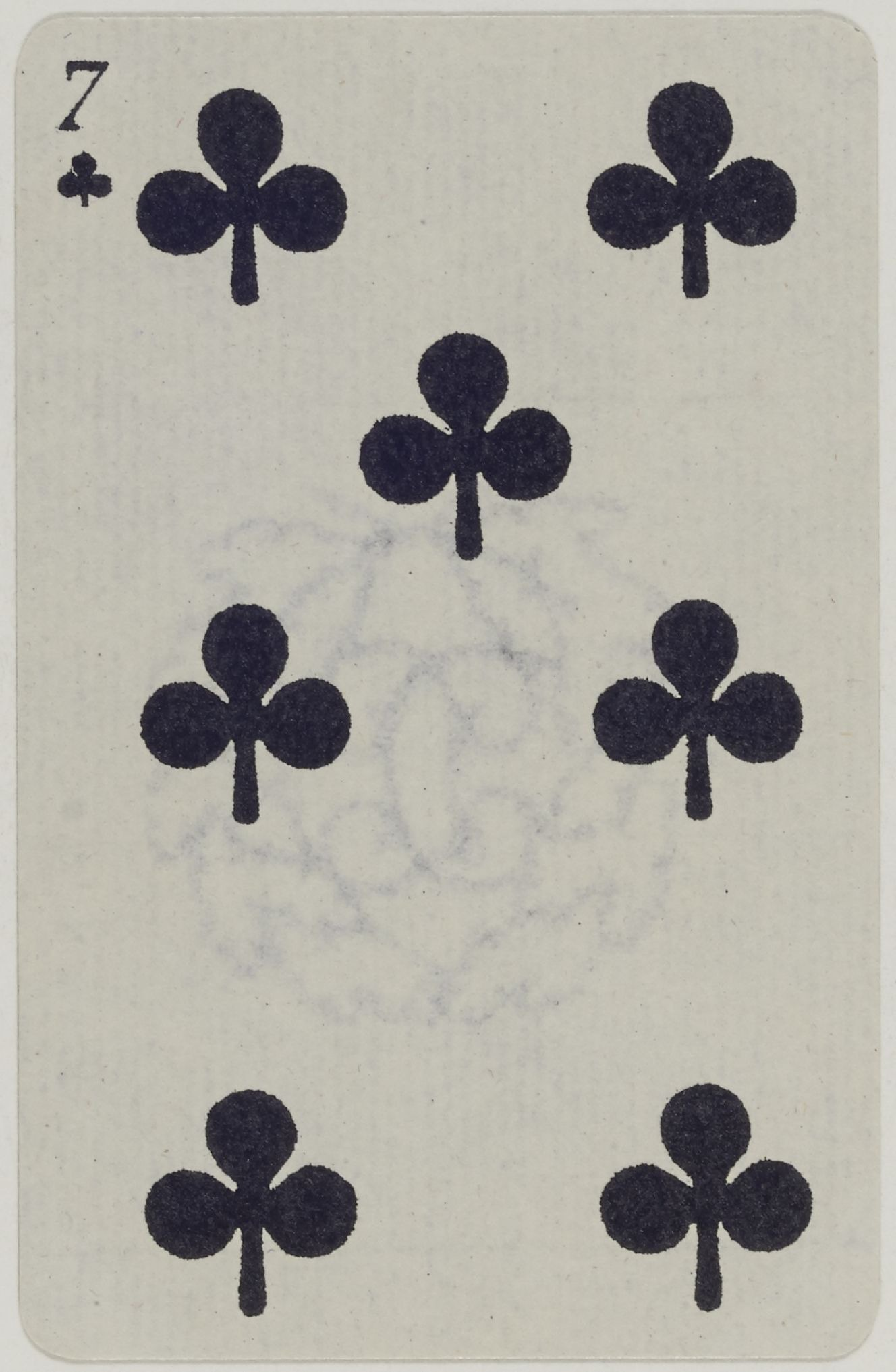
Siódemka trefl
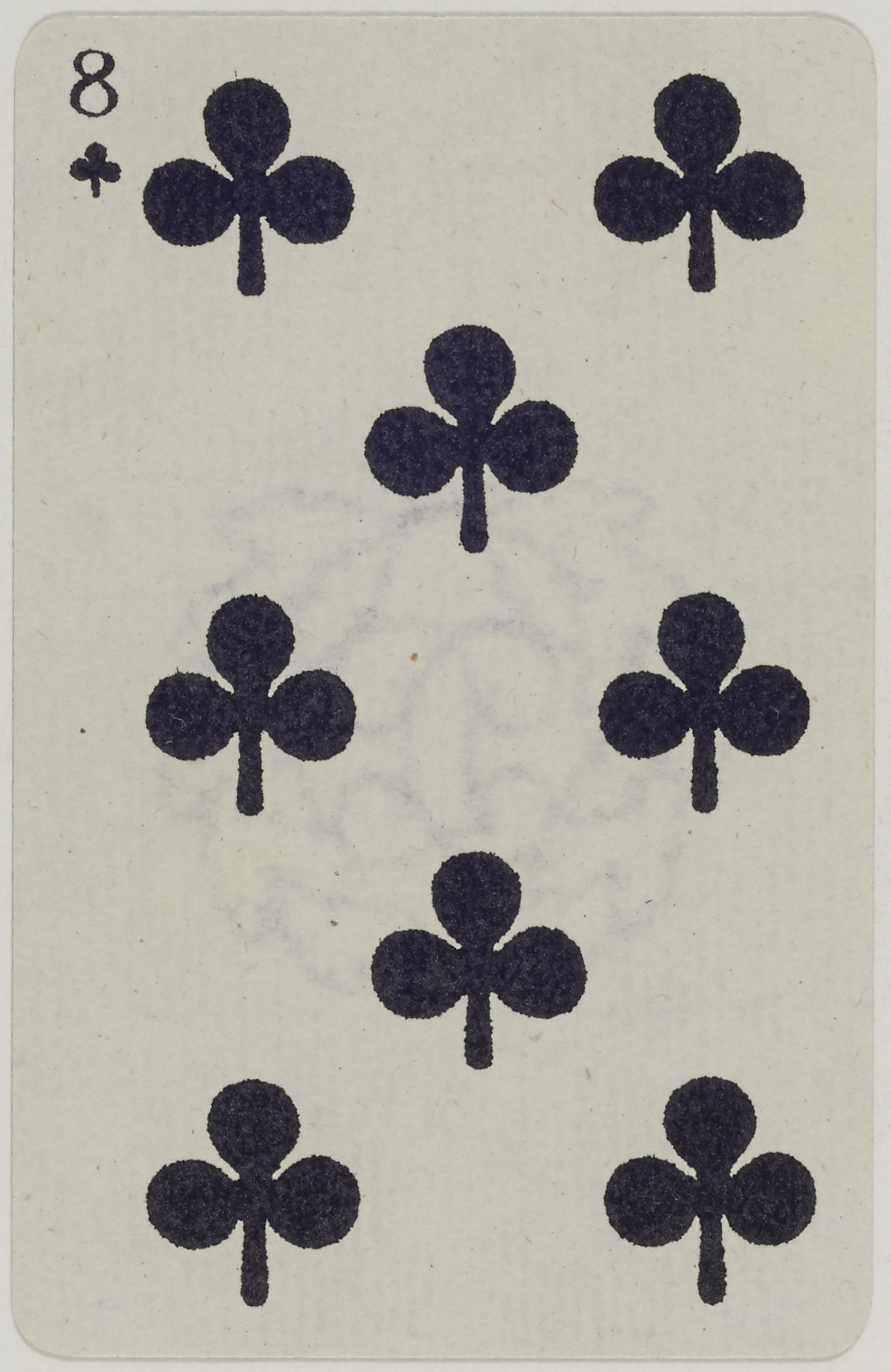
Ósemka trefl
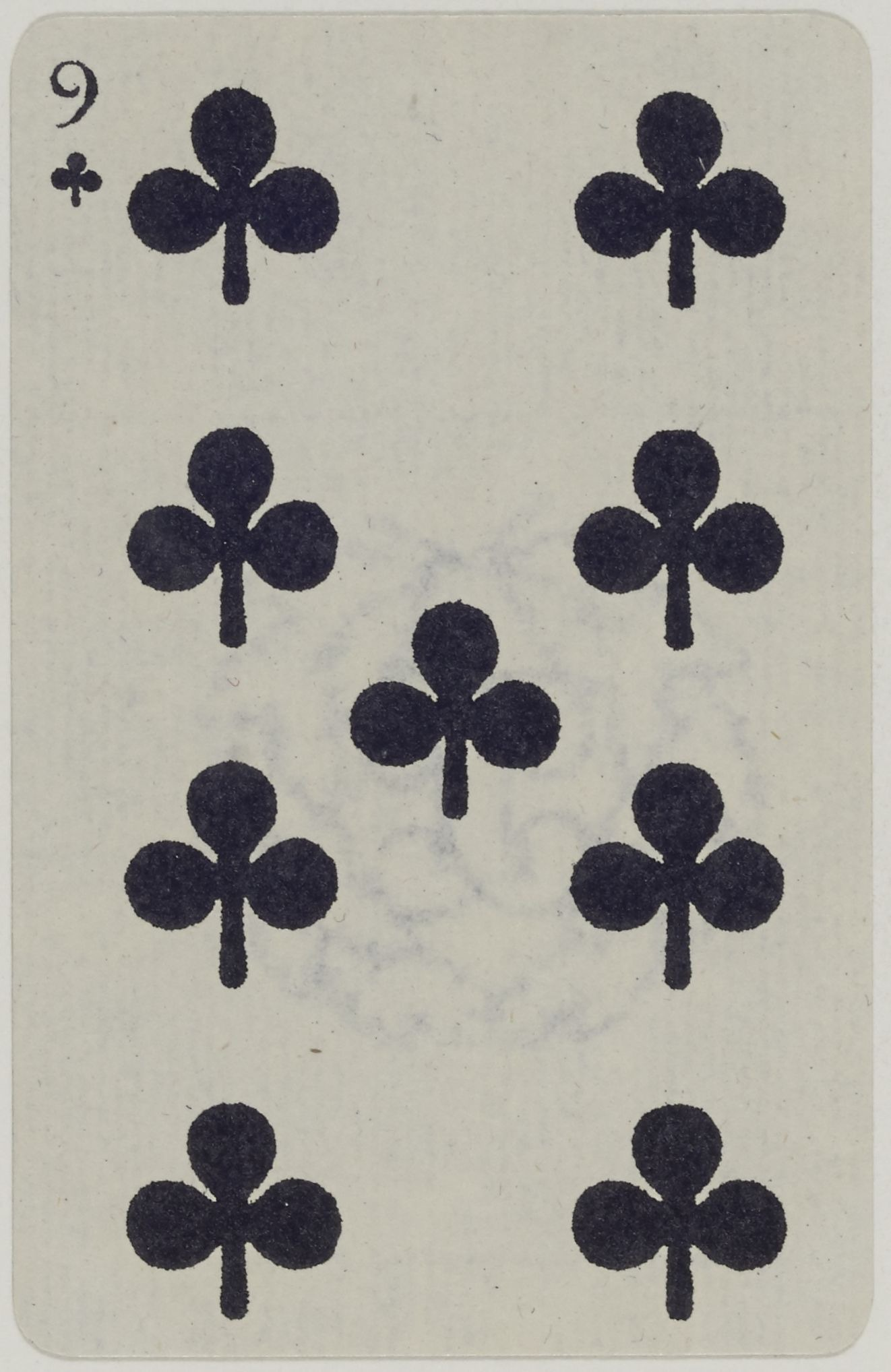
Dziewiątka trefl
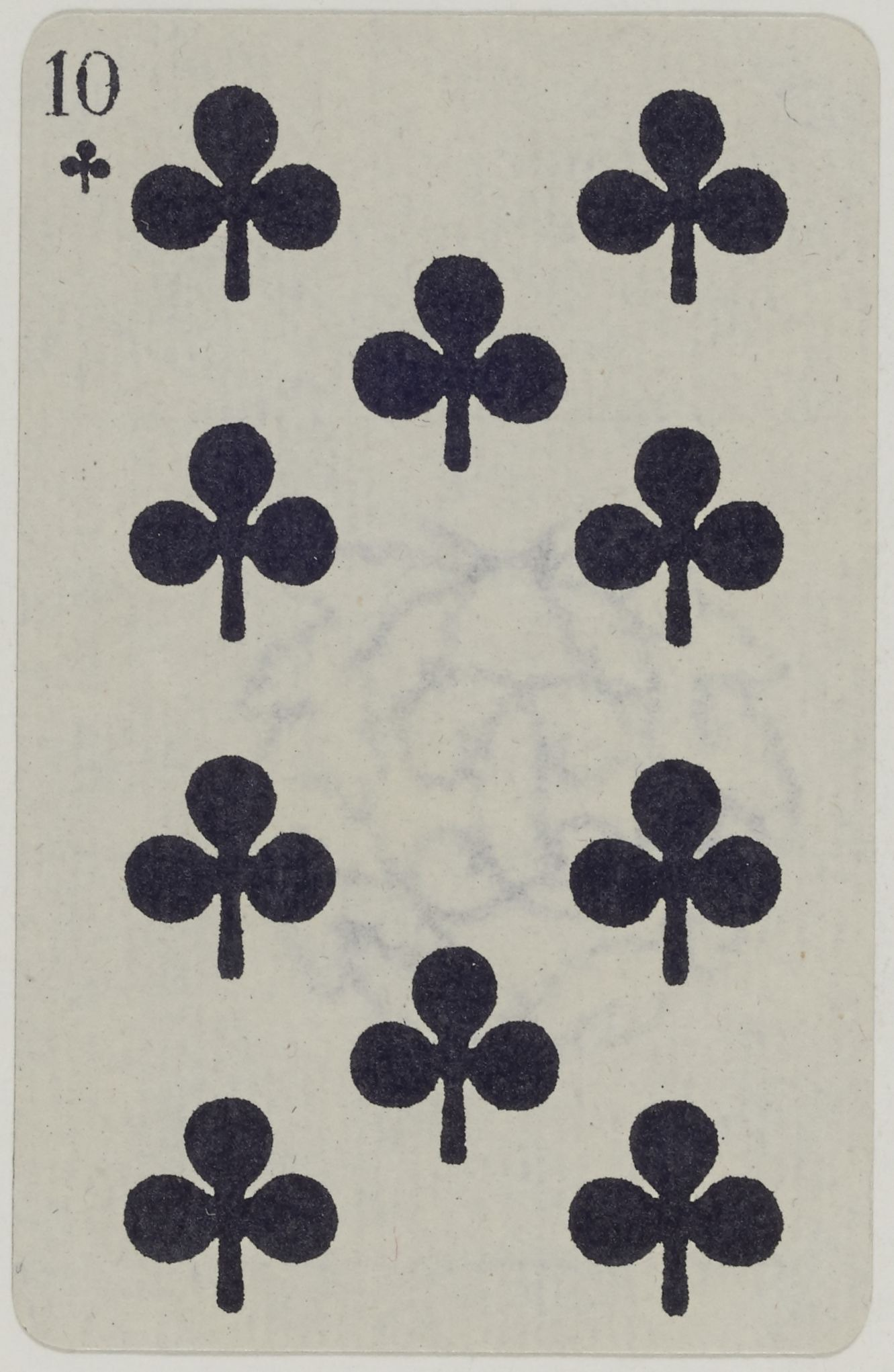
Dziesiątka trefl
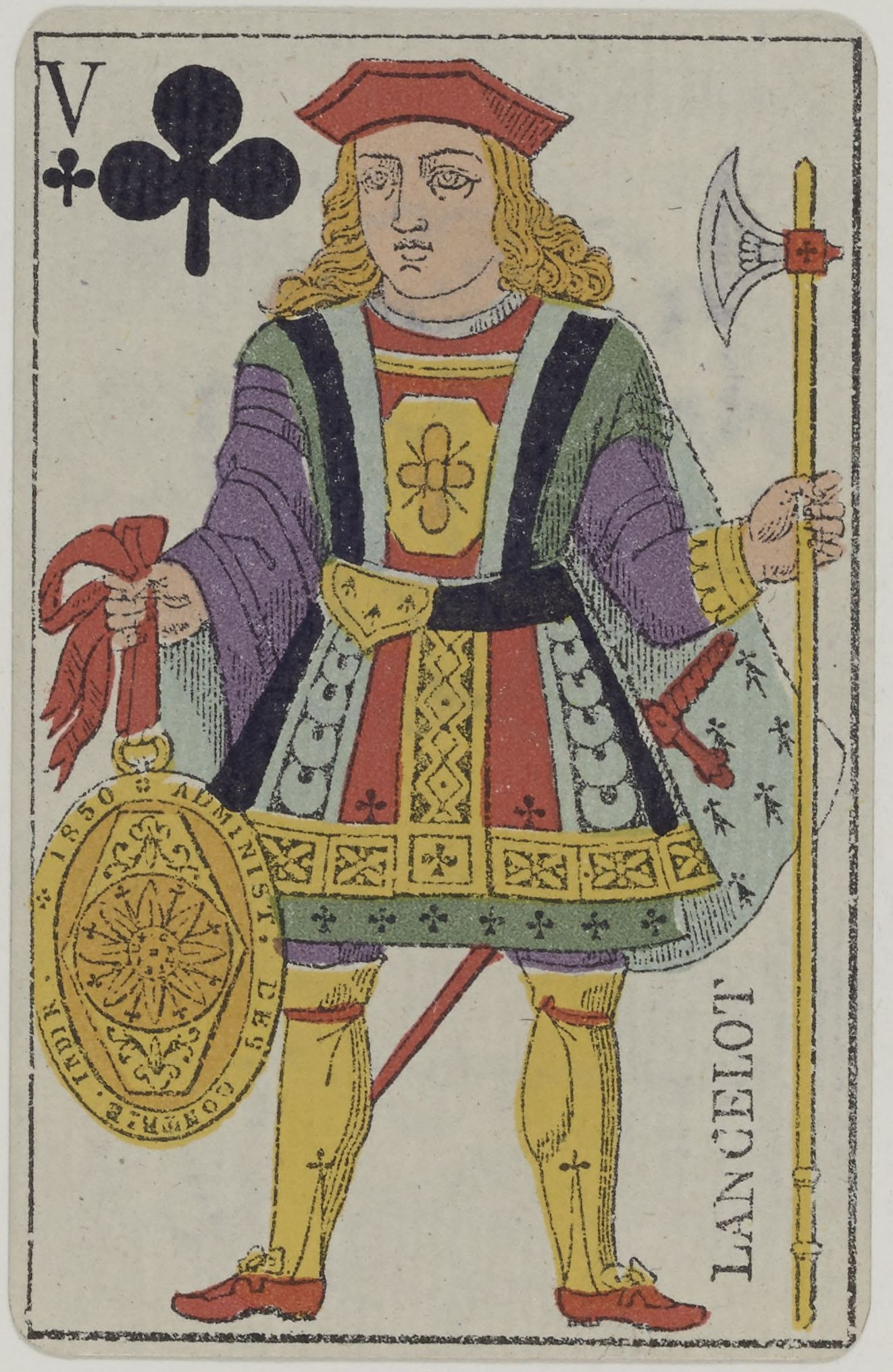
Walet trefl
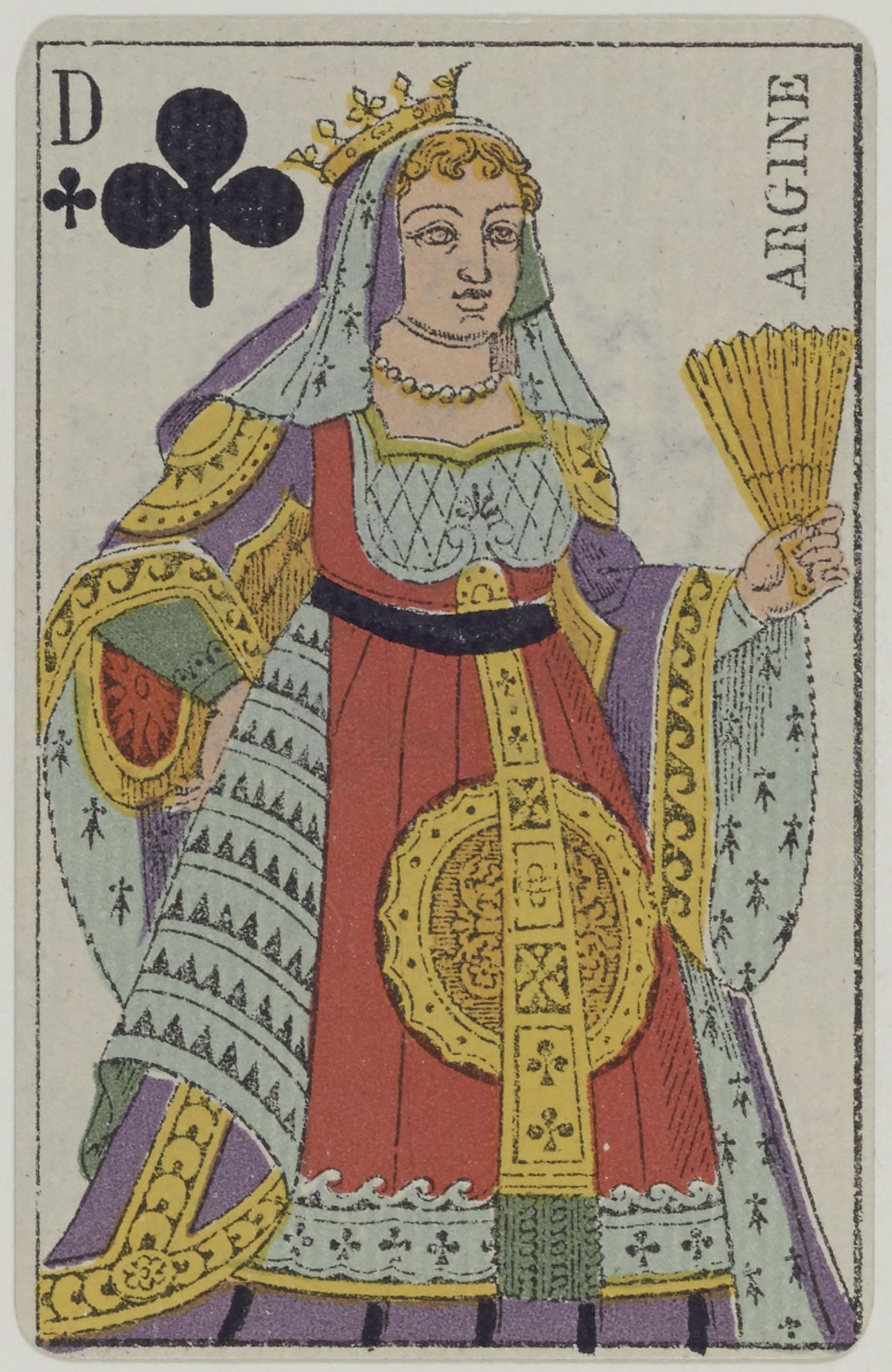
Dama trefl
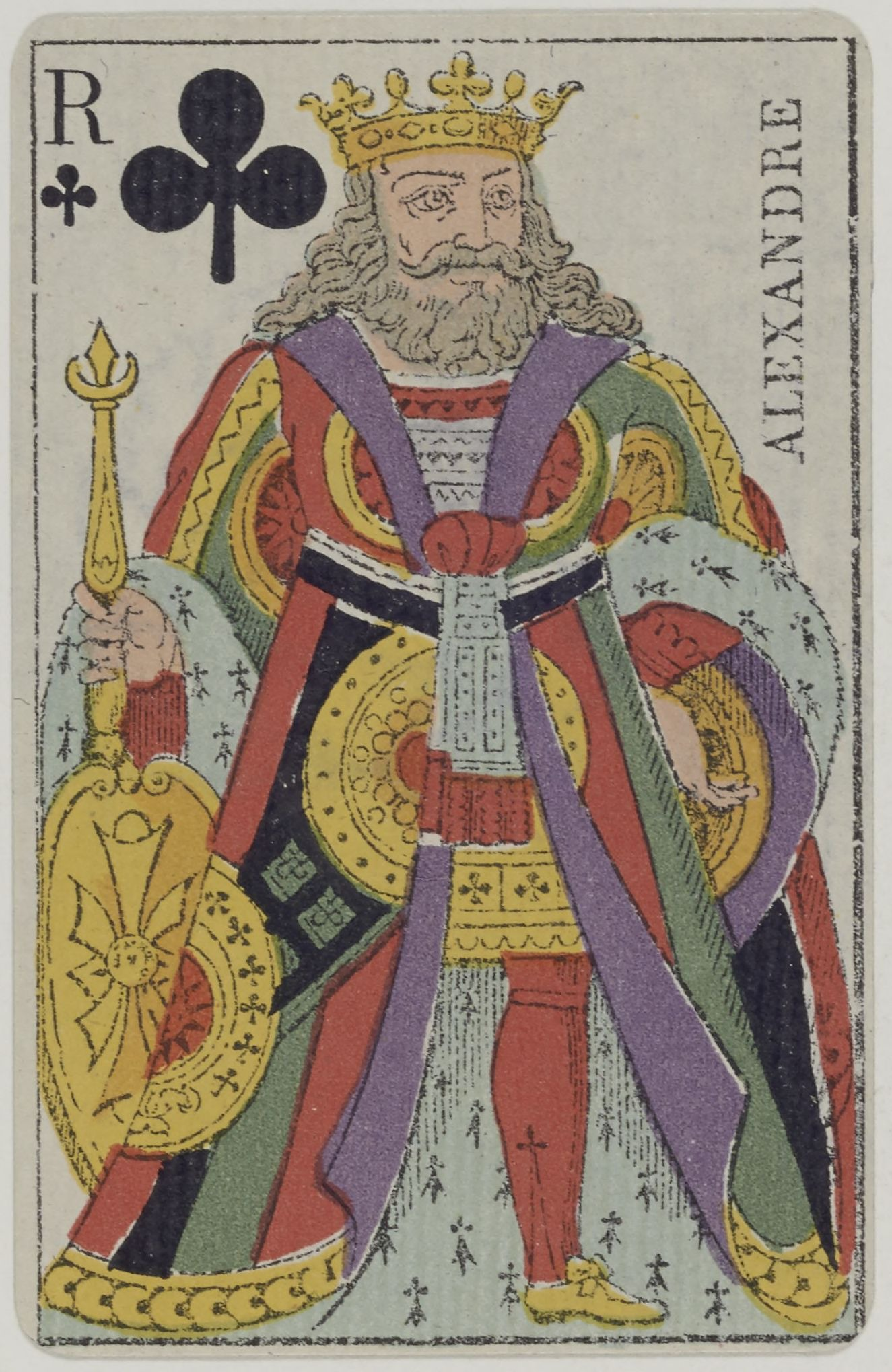
Król trefl
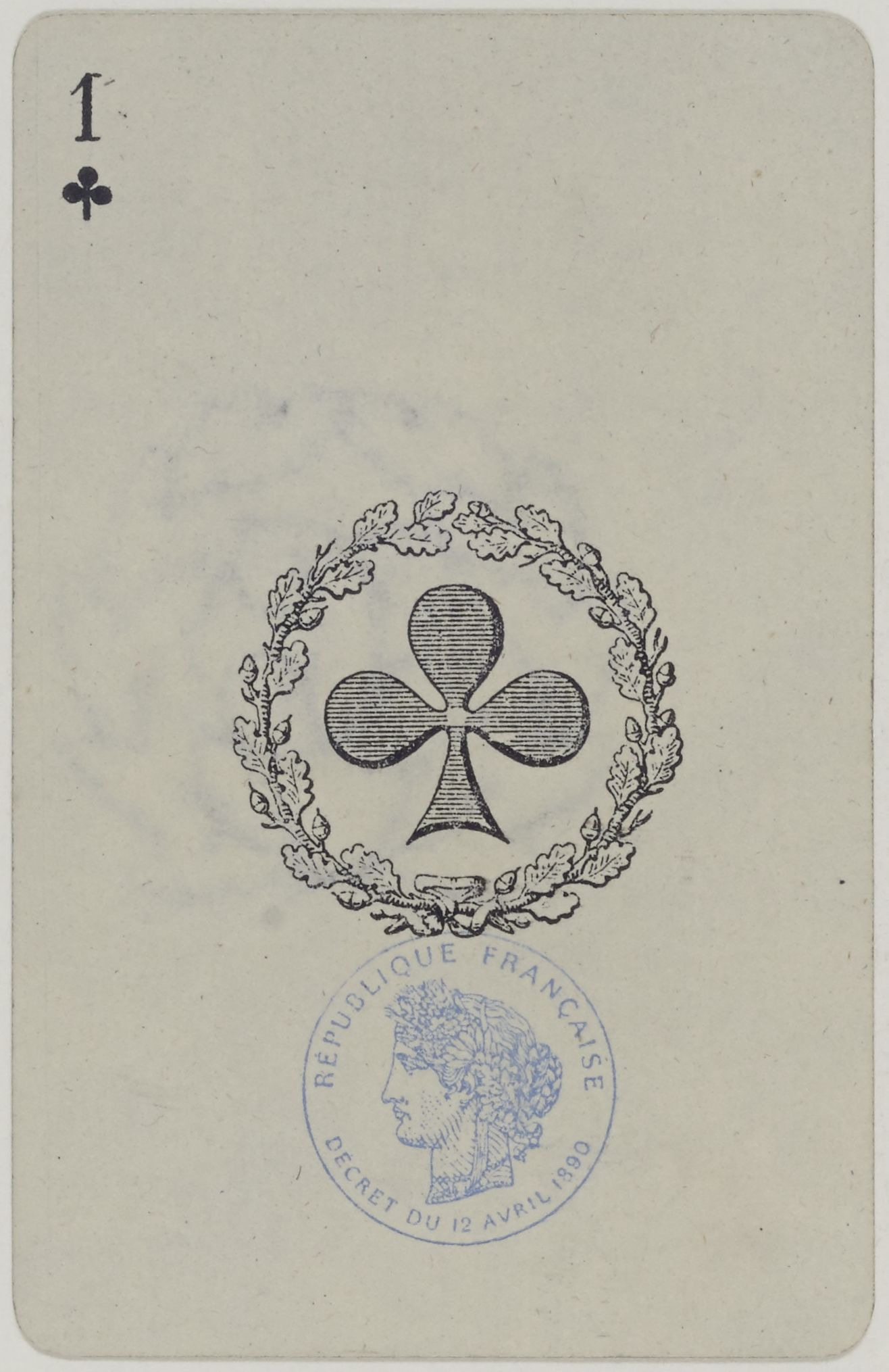
As trefl

Pełna talia kart do gry w taroka zawiera 14 kart tego koloru, czyli dziesięć blotek (znaczone od 1 do 10), oraz cztery figury:

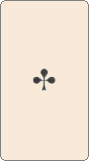
Jedynka trefl
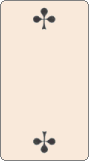
Dwójka trefl
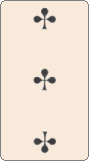
Trójka trefl
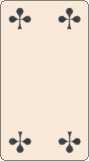
Czwórka trefl
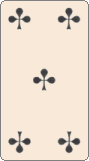
Piątka trefl
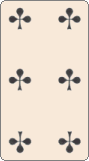
Szóstka trefl
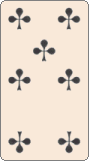
Siódemka trefl
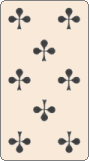
Ósemka trefl
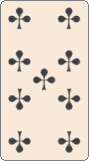
Dziewiątka trefl
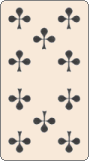
Dziesiątka trefl
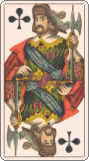
Walet trefl
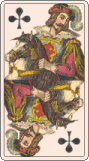
Jeździec trefl
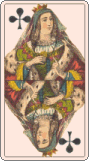
Dama trefl
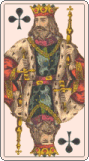
Król trefl

W Polsce trefle nazywane są także żołędziami, drzewkami, trefami, krzyżami, krajcami, lub krojcami (z niem. Kreuz – krzyż, szczególnie na Śląsku). W języku angielskim trefle nazywają się clubs, symbol C (stosowany w zapisie brydżowym).

## Polish Club
Polski brydżowy system licytacyjny Wspólny Język w języku angielskim określany jest Polish Club (Polski trefl).